# 禹作敏
禹作敏（1930年4月3日—1999年10月3日），中国天津静海人，出生於農家。自1974年至1993年曾任天津市静海县蔡公莊鄉的大邱莊黨委書記。曾任全国农民企业家联谊会主席，中国乡镇企业协会理事、副会长，第七、八届全国政协委员。
由於禹作敏認為農業不能致富發財，於1978年，跨过中共十一屆三中全會後實行的包產到戶政策，直接發展企業及工業，打破了大邱莊原本極為貧困落後的局面，並踴居全國首富村，被稱為中华第一村。根據1992年公布的大邱莊經濟發展報告，大邱莊所創造的非農業收入高達四十億元人民幣。禹作敏也是中國较早拥有奔驰豪华型SL600防弹车的农民企业家。

## 落馬
但於1993年，大邱莊村民揭發一宗會計貪污案後，該名會計在被村民非法審訊途中，遭憤怒的村民毆打致死。天津市靜海縣公安局下令調查，而派往調查的人員遭大邱莊非法拘禁。1993年2月18日，天津市公安局派出四百名民警要求搜查大邱莊，但被村民拒於門外，且禹作敏制造舆论，声称政府派出的是“1000名武警”，雙方對峙數天，後因民警撤退而結束。經中共中央兩個月多討論後。1993年4月15日，禹作敏被天津市公安機關拘留。8月27日，天津市中级人民法院以窝藏、妨碍公务、行贿、非法拘禁和非法管制五项罪名，判处禹作敏20年有期徒刑。10月，全国政协八届常委会三次会议决定撤销其第八届全国政协委员资格。
1999年10月3日，禹作敏因心脏病突发，在天津天和医院逝世，终年69歲。另有说法称，禹作敏死于自杀，他在中華人民共和國建國五十年大庆之期于医院吞食大量安眠药自杀。在他死后，禹作敏亲属提出将其遗体接回大邱庄奉安，然而天津市委决定将禹作敏就地火化。
禹作敏入狱后，大邱庄于1993年底从村升格为镇，同期其经济结构的深层次矛盾也逐渐暴露，使得1993年至1994年期间大邱庄发展陷入困境，后逐步恢复。